# C/1993 Y1 (McNaught-Russell)
C/1993 Y1 (McNaught-Russell) – kometa długookresowa.

## Odkrycie
Kometa została odkryta 17 grudnia 1993 roku. Jej odkrywcami byli Robert H. McNaught oraz Kenneth S. Russell.

## Orbita komety
Orbita komety C/1993 Y1 (McNaught-Russell) ma kształt bardzo wydłużonej elipsy o mimośrodzie 0,9936. Jej peryhelium znalazło się w odległości 0,87 j.a., a aphelium 268,7 j.a. od Słońca. Nachylenie jej orbity do ekliptyki to wartość 51,6˚. Kometa minęła swe peryhelium 31 marca 1994 roku. Okres jej obiegu wokół Słońca to około 1564 lata.
Najprawdopodobniej kometa ta jest tożsama z kometą C/574 G1, którą zaobserwowano w Chinach w roku 574, nie potwierdzają tego jednak dane z Jet Propulsion Laboratory, przedstawiające kometę C/574 G1 jako ciało poruszające się po orbicie parabolicznej.